# Sollé
Sollé è un dipartimento del Burkina Faso classificato come comune, situato nella Provincia di Loroum, facente parte della Regione del Nord.
Il dipartimento si compone del capoluogo e di altri 15 villaggi: Bargo, Béguentigué, Dambatao, Déré, Doungouma, Kougri–Koulga, Madougou, Pétanangué, Nassingré, Samboulga, Sollé-Foulbé, Tataye, Tibou, Yérgué e Zanré.